# Клейтонский тоннель
Клейтонский тоннель (англ. Clayton Tunnel) — железнодорожный тоннель, расположенный в деревне Пьекомб возле деревни Клейтон в Западном Суссексе (Англия) между железнодорожными станциями Хассокс и Престон-Парк на магистрали Лондон — Брайтон. Северный вход в тоннель украшен двумя зубчатыми башенками. В 1861 году в тоннеле произошла крупная катастрофа, ускорившая внедрение в Великобритании и других странах системы блок-участков.
Клейтонский тоннель имеет длину 2066 м и является самым длинным на маршруте. Строительство тоннеля началось в 1839 году, хотя некоторые детали конструкции не были утверждены до 1 октября 1840 года. Главным подрядчиком выступил опытный строитель тоннелей Уильям Хуф. Строительство завершилось в 1841 году.

## Строительство
В 1830-х годах London, Brighton and South Coast Railway приступила к строительству железнодорожной сети в южной части Великобритании. Особой инженерной проблемой на одной из самых важных линий компании, которая стала широко известна как Брайтонская магистраль, были холмы Саут-Даунс. Чтобы их пересечь, был построен Клейтонский тоннель. Маршрут железной дороги проложил Джон Арпет Растрик, главный инженер компании. Строительство тоннеля, который должен был стать самым длинным на линии из Лондона в Брайтон, являлось ключевым вопросом, так как любой обходной маршрут оказывался гораздо длиннее.
В 1839 году контракт на строительство получил Уильям Хуф, опытный инженер-строитель, специализировавшийся на каналах и тоннелях. Предположительно, основная часть проекта тоннеля была выполнена им самим. На выбор архитектурного решения тоннеля, видимо, оказал влияние бывший шериф Западного Суссекса Уильям Кэмпион, владевший поместьем в Клейтоне. Проект Клейтонского тоннеля был одобрен советом директоров компании 1 октября 1840 года. Проект имел своих критиков, например, местная газета «Brighton Guardian», была настроена скептически и публично сомневалась, что вообще возможно построить такой тоннель, предлагая изменить маршрут железной дороги в обход Саут-Даунс. И даже поддерживавшие проект издания признавали сложность строительства, но отдавали дань компетентности задействованных на проекте специалистов.
Кирпичи для строительства тоннеля изготавливались на месте из материала, добытого на купленных поблизости землях. Облицовка тоннеля и порталы в основном выполнены из этого местного кирпича. Необычной особенностью стало использование газового освещения, газ для которого подавался из хранилища в Мерстеме. Однако проходящие поезда гасили лампы, вновь зажигать которые входило в обязанности смотритель тоннеля, поэтому их использование вскоре прекратилось.

## Северный портал

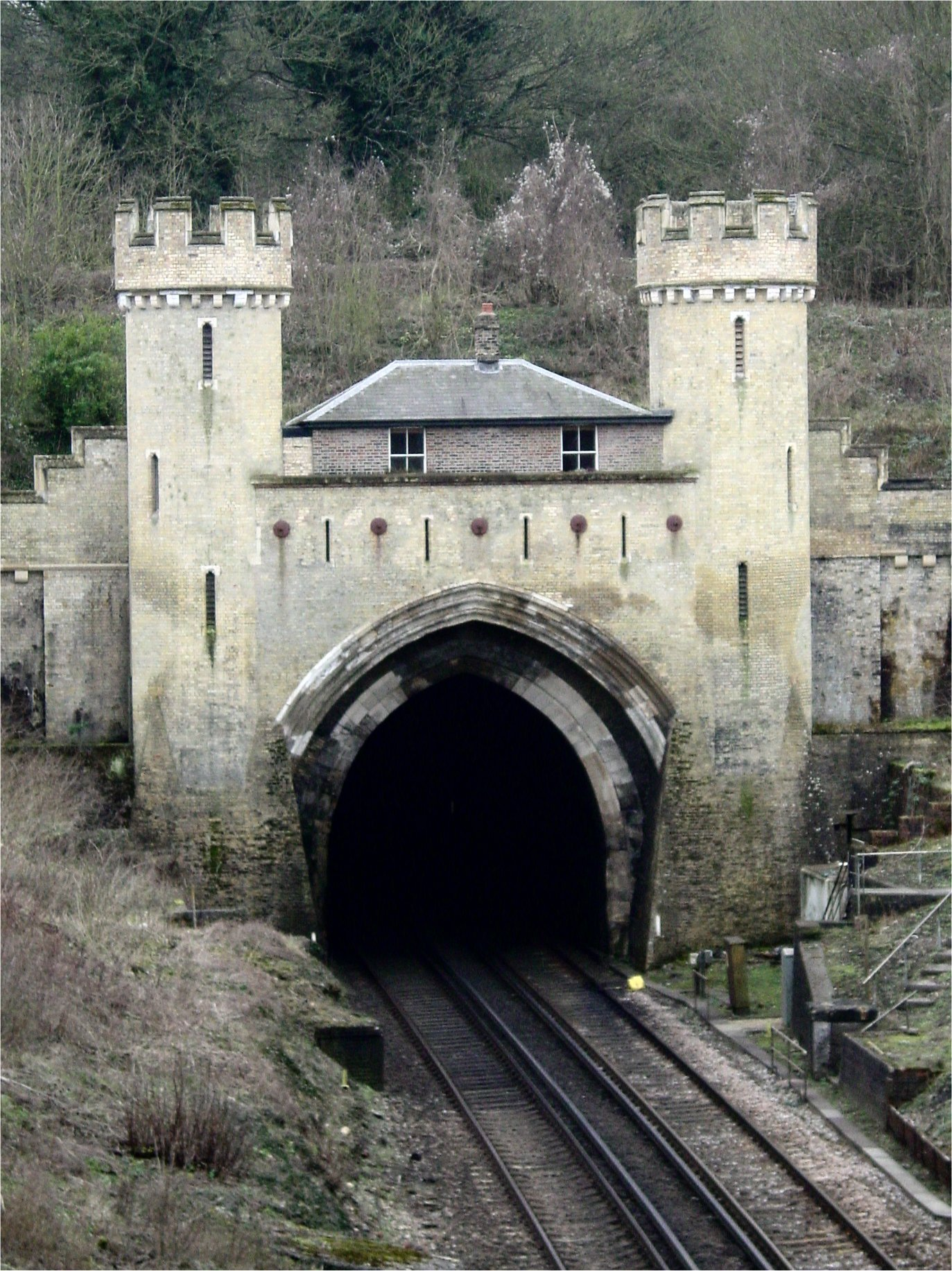
Северный портал Клейтонского тоннеля

Северный портал Клейтонского тоннеля имеет сложную и высокоэстетичную архитектуру с зубчатыми башнями в готическом стиле. Для сравнения, южный портал ничем не примечателен и не внесëн в списки памятников архитектуры. Однако остаётся неясным, кто именно придумал это архитектурное решение. Предполагается, что северный портал был спроектирован на финальном этапе строительства тоннеля, и его либо совместно создали Уильям Хуф и Джон Растрик, либо проект единолично подготовил Хуф. Некоторые историки железных дорог предполагали, что портал создал Дэвид Мокатта, архитектор компании, однако Дэвид Коул отметил, что никаких признаков, что Мокатта работал над проектом, не найдено, и готический стиль архитектор, воспитанный на классике, недолюбливал.
Крупные восьмиугольные башенки возвышаются по обе стороны от портала. В 1849 году эти башни были переоборудованы для использования дежурными. Ещё одной особенностью северного портала является построенный прямо над линией одноэтажный домик, который назван одним из самых необычных и фотогеничных объектов на Брайтонской магистрали. Этот дом, построенный из контрастного красного кирпича и расположенный несимметрично относительно центра портала, появился в 1849 году. Первоначально в нём жил смотритель тоннеля с семьёй. В настоящее время это частный дом. 11 мая 1983 года он внесён в список памятников архитектуры II категории.

## Катастрофа
Клейтонский тоннель стал местом на тот момент крупнейшей в Великобритании железнодорожной катастрофы. Для пропуска поездов тоннель был оборудован «автоматическим» сигналом, изобретенным К. Ф. Уитвортом. Автоматическим в нём было то, что при прохождении поезда сигнал возвращался в положение «закрыто», но открывать путь должен был дежурный сигналист вручную. Такие сигналы стояли по обеим сторонам тоннеля, и 25 августа 1861 года из-за сбоя автоматики и неспособности дежурного быстро отреагировать в тоннеле столкнулись два поезда.
Нарушив заданный интервал движения в 5 минут между поездами, из Брайтона вышли три поезда. После прохождения в Клейтонский тоннель первого поезда сигнал остался в положении «открыто». Дежурный слишком поздно вручную подал сигнал опасности второму поезду и решил, что машинист его не видел. На самом деле машинист успел заметить сигнал, остановил поезд посреди тоннеля и двинулся в обратном направлении. В это время к тоннелю подошёл третий поезд. Дежурный запросил по стрелочному телеграфу пост на противоположной стороне тоннеля, свободен ли тоннель. Так как мимо поста прошёл первый поезд, ответ был, что тоннель свободен. Дежурный позволил третьему поезду войти в тоннель, где тот столкнулся со вторым поездом, в результате чего 23 человека погибли и 176 получили ранения.